# Avicenna (månekrater)
Avicenna er et nedslagskrater på Månen. Det ligger lige bag den vestlige rand på Månens bagside og på den nordlige rand af Lorentzbassinet. Det er opkaldt efter den persiske polyhistor Avicenna (ca. 980-1037).
Navnet blev officielt tildelt af den Internationale Astronomiske Union (IAU) i 1970. 

## Omgivelser
Avicenna ligger nord-nordvest for det større Nernstkrater og sydøst for Braggkrateret.

## Karakteristika
Den nordlige halvdel af Avicennakrateret er blevet udslettet af senere, overlappende nedslag. Den sydlige og sydøstlige rand er nedslidt og eroderet, men omridset kan stadig skelnes. Der ligger et lille krater over den sydlige rand, skønt også dette er nedslidt. Adskillige småkratere findes i den sydlige del af Avicennas kraterbund.

## Satellitkratere
De kratere, som kaldes satellitter, er små kratere beliggende i eller nær hovedkrateret. Deres dannelse er sædvanligvis sket uafhængigt af dette, men de får samme navn som hovedkrateret med tilføjelse af et stort bogstav. På kort over Månen er det en konvention at identificere dem ved at placere dette bogstav på den side af satellitkraterets midte, som ligger nærmest hovedkrateret. Avicennakrateret har følgende satellitkratere:
| Avicenna | Længde  | Bredde   | Diameter |
| -------- | ------- | -------- | -------- |
| E        | 40,0° N | 91,1° V  | 25 km    |
| G        | 39,0° N | 92,0° V  | 26 km    |
| R        | 38,9° N | 100,1° V | 21 km    |

## Måneatlas
- Billeder af Avicennakrateret i LPI-måneatlasset